# アリスティド・バンセ
アリスティド・バンセ（Aristide Bancé 、1984年9月19日 - ）は、コートジボワール・アビジャン出身の元プロサッカー選手。元ブルキナファソ代表。現役時代のポジションは、フォワード。

## クラブ経歴
2014年9月、ヴェイッカウスリーガのHJKヘルシンキと契約を結んだ。
2015年2月、カザフスタン・プレミアリーグのFCイルティシュ・パヴロダルに加入したが、同年の6月に退団。
2015年8月、南アフリカのBidvest Wits F.C.のトライアルを受けたが、最終的にChippa United FCに入団した。同年5月に退団。
2016年8月、ラトビアのリガFCに入団。

## 代表歴
2003年からブルキナファソ代表に選出されている。アフリカネイションズカップ2013では準決勝のガーナ戦で同点ゴールを挙げ、さらにPK戦でもPKを成功させ同国史上初の決勝進出に大きく貢献した。決勝ではナイジェリアに敗れ準優勝に終わった。
アフリカネイションズカップ2015ではコンゴ戦で得点を挙げるも、準優勝した前回大会から一転してグループステージ敗退に終わった。
アフリカネイションズカップ2017ではチュニジア戦とエジプト戦でゴールを挙げ3位入賞に貢献、自身も大会ベスト18の一人に選ばれた。

### ゴール
| No  | 開催日         | 会場               | 対戦国           | スコア | 結果 | 試合概要                           |
| --- | -------------- | ------------------ | ---------------- | ------ | ---- | ---------------------------------- |
| 1.  | 2008年10月12日 | ブジュンブラ       | ブルンジ         | 1–0    | 3–1  | 2010 FIFAワールドカップ予選        |
| 2.  | 2009年6月20日  | ワガドゥグー       | コートジボワール | 2–3    | 2–3  | 2010 FIFAワールドカップ予選        |
| 3.  | 2011年6月4日   | ウィントフック     | ナミビア         | 2–0    | 4–1  | アフリカネイションズカップ2012予選 |
| 4.  | 2011年11月11日 | パリ               | マリ             | 1–1    | 1–1  | 親善試合                           |
| 5.  | 2012年11月14日 | アル・ジャディーダ | コンゴ民主共和国 | 1–0    | 1–0  | 親善試合                           |
| 6.  | 2013年1月17日  | ムボンベラ         | エスワティニ     | 1–0    | 3–0  | 親善試合                           |
| 7.  | 2013年2月6日   | ムボンベラ         | ガーナ           | 1–1    | 1–1  | アフリカネイションズカップ2013     |
| 8.  | 2013年3月23日  | ワガドゥグー       | ニジェール       | 2–0    | 4–0  | 2014 FIFAワールドカップ予選        |
| 9.  | 2013年6月15日  | ポワントノワール   | コンゴ共和国     | 1–0    | 1–0  | 2014 FIFAワールドカップ予選        |
| 10. | 2013年10月12日 | ワガドゥグー       | アルジェリア     | 3–2    | 3–2  | 2014 FIFAワールドカップ予選        |
| 11. | 2014年10月10日 | ルアンダ           | アンゴラ         | 1–0    | 3–0  | アフリカネイションズカップ2015予選 |
| 12. | 2015年1月10日  | ムボンベラ         | エスワティニ     | 5–1    | 5–1  | 親善試合                           |
| 13. | 2015年1月13日  | ムボンベラ         | ボツワナ         | 2–0    | 2–0  | 親善試合                           |
| 14. | 2015年1月25日  | エベビイン         | コンゴ共和国     | 1–1    | 1–2  | アフリカネイションズカップ2015     |
| 15. | 2015年6月6日   | パリ               | カメルーン       | 2–1    | 2–3  | 親善試合                           |
| 16. | 2015年6月13日  | ワガドゥグー       | コモロ           | 1–0    | 2–0  | アフリカネイションズカップ2017予選 |
| 17. | 2015年10月19日 | トロワ             | マリ             | 1–2    | 1–4  | 親善試合                           |
| 18. | 2017年1月28日  | リーブルヴィル     | チュニジア       | 1–0    | 2–0  | アフリカネイションズカップ2017     |
| 19. | 2017年2月1日   | リーブルヴィル     | エジプト         | 1–1    | 1–1  | アフリカネイションズカップ2017     |
| 20. | 2017年6月10日  | ワガドゥグー       | アンゴラ         | 1–0    | 3–1  | アフリカネイションズカップ2019予選 |
| 21. | 2017年6月10日  | ワガドゥグー       | アンゴラ         | 2–1    | 3–1  | アフリカネイションズカップ2019予選 |
| 22. | 2018年3月22日  | パリ               | ギニアビサウ     | 2–0    | 2–0  | 親善試合                           |
| 23. | 2019年11月17日 | ハルツーム         | 南スーダン       | 1–0    | 2–1  | アフリカネイションズカップ2021予選 |
| 24. | 2019年11月17日 | ハルツーム         | 南スーダン       | 2–0    | 2–1  | アフリカネイションズカップ2021予選 |

## タイトル

### 個人
- アフリカネイションズカップ2017ベスト18